# Buket Tualang
Buket Tualang is een bestuurslaag in het regentschap Aceh Timur van de provincie Atjeh, Indonesië. Buket Tualang telt 167 inwoners (volkstelling 2010).